# Tankstelle Auto Palace

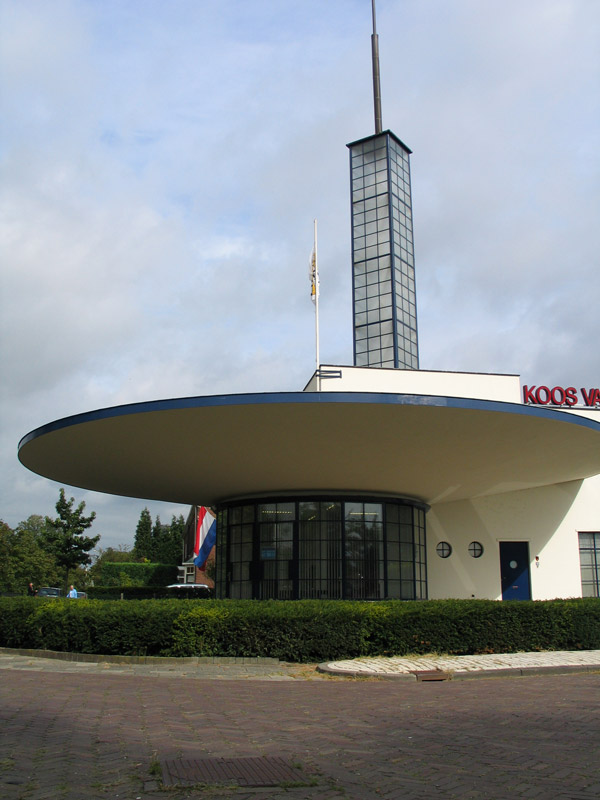
Die Tankstelle Auto Palace

Das Auto Palace ist eine ehemalige Tankstelle in der niederländischen Hansestadt Nijmegen. Sie wurde 1936 nach Entwürfen der Architekten B. J. Meerman und J. van der Pijll südwestlich des Stadtzentrums an der Ausfallstraße Graafseweg nach ’s-Hertogenbosch errichtet, gilt als hervorragendes Beispiel für den Stil der Neuen Sachlichkeit und  steht als Rijksmonument unter Denkmalschutz.
Das Gebäude besteht aus einem zweigeschossigen rechteckigen Hauptbau, der aus Backsteinen errichtet und dessen Außenfassade mit weißer Farbe getüncht wurde. In ihm waren eine Werkstatt und eine Wohnung untergebracht. Deutlich heben sich durch ihre blaue Farbgebung die Fenster und Türen ab.
In spannungsreichem Kontrast dazu tritt der an der Ecke vorgesetzte zwölfeckige gläserne Kiosk. Er schließt nach oben mit einem markanten, annähernd kreisrunden, weit auskragenden Vordach ab, das die gesamte Verkehrsfläche der Tankstelle baldachinartig überspannt. Als die Tankstelle noch in Betrieb war, wurde dieser Vorbau abends von unten her beleuchtet. Im hinteren Bereich der Tankstelle ragt ein 25 Meter hoher quadratischer Lichtturm empor, dem oben eine kupferne Nadel aufgesetzt ist. Darin war ursprünglich der Name der Tankstelle N.V. Auto Palace zu lesen.
Nach der städteplanerisch bedingten Verlegung des Graafsewegs verlor die Tankstelle ihren Nutzen und wurde im Jahr 1977 geschlossen. 1993 erteilte die Gemeindeverwaltung Nijmegen dem Architekten Koos van Lith die Baugenehmigung zur Restaurierung des Gebäudes. Heute wird es als Architekturbüro genutzt.